# Kontrakt
 "Aftale" omdirigeres hertil. For det polske politiske parti Porozumienie, se Aftale (parti).
 Denne artikel bør gennemlæses af en person med fagkendskab for at sikre den faglige korrekthed.

En kontrakt er et løfte eller en aftale, der er indgået mellem personer og/eller virksomheder. Overholdes kontrakten ikke, eller er der uenighed om hvad kontrakten går ud på, findes der en række juridiske løsningsmodeller. Indenfor privatretten opfattes en kontrakt som en del af obligationsretten og skal derfor overholdes.
Mundtlige og skriftlige aftaler har lige stor gyldighed, men hvis man har et signeret og dateret dokument – og indeholdende alle kontraktens bestemmelser, lettes bevisbyrden i forbindelse med eventuel misligholdelse af kontrakten eller mistanke herom.
For at kunne indgå bindende kontrakter, skal man være myndig, og ikke sat under formynderskab.
Kontraktløs bruges blandt andet om sportsudøver der ikke er knytte til nogen klub med en kontrakt.